# Porta Alpina

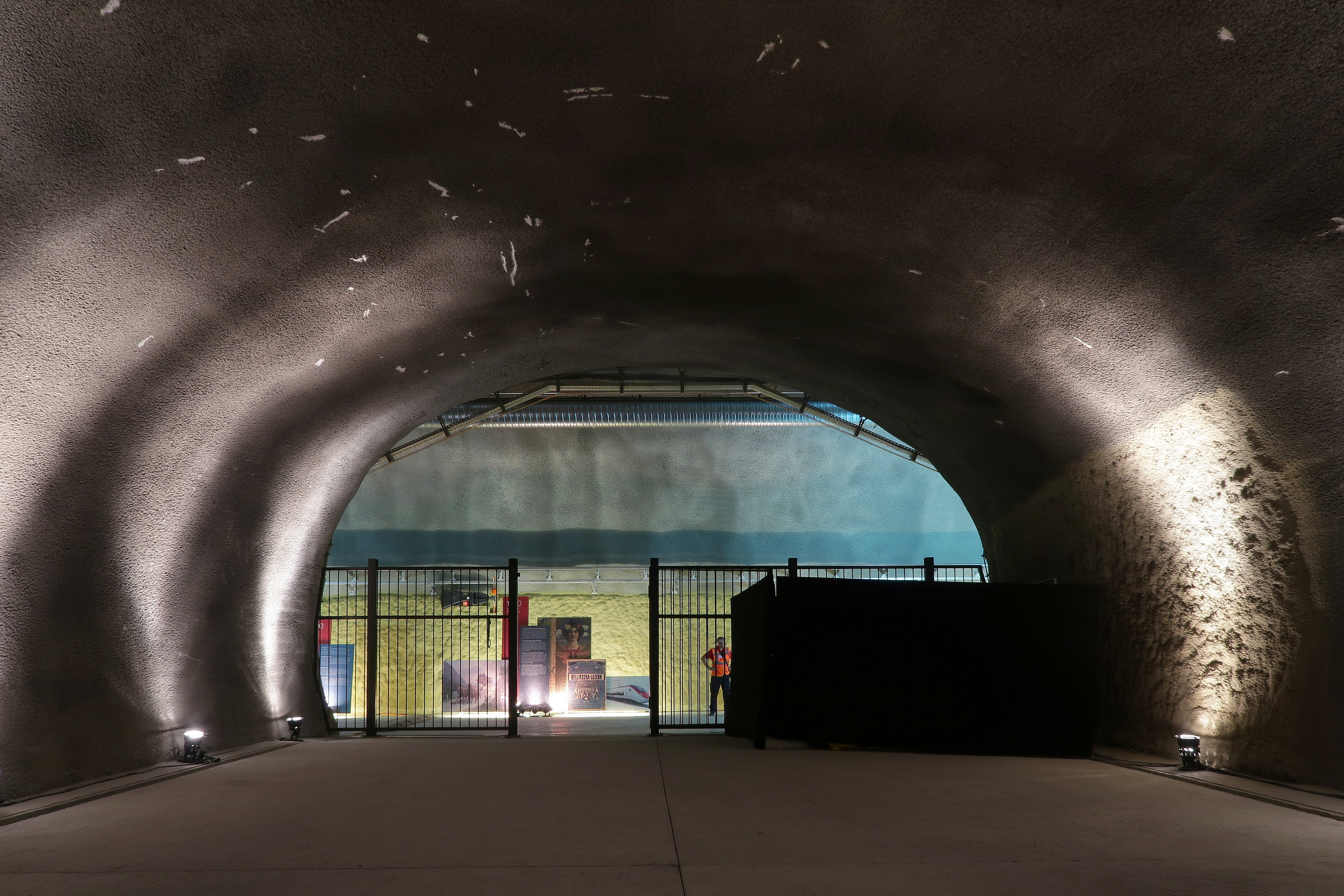
Gotthardbasistunnel bei der Nothalte- und Multifunktionsstelle Sedrun (2016)

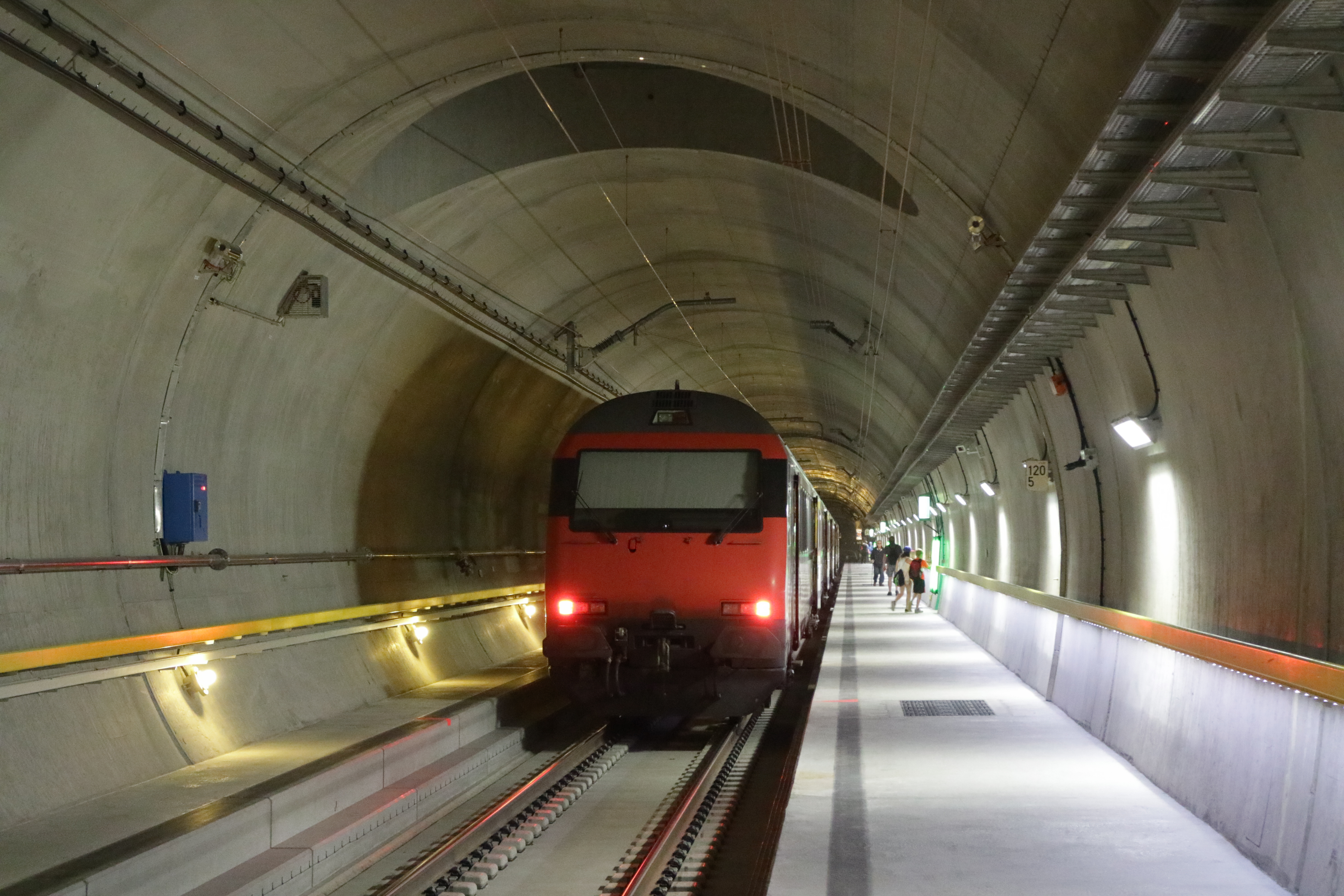
Sonderzug in der Multifunktionsstelle Sedrun des Gotthardbasistunnels (2016)

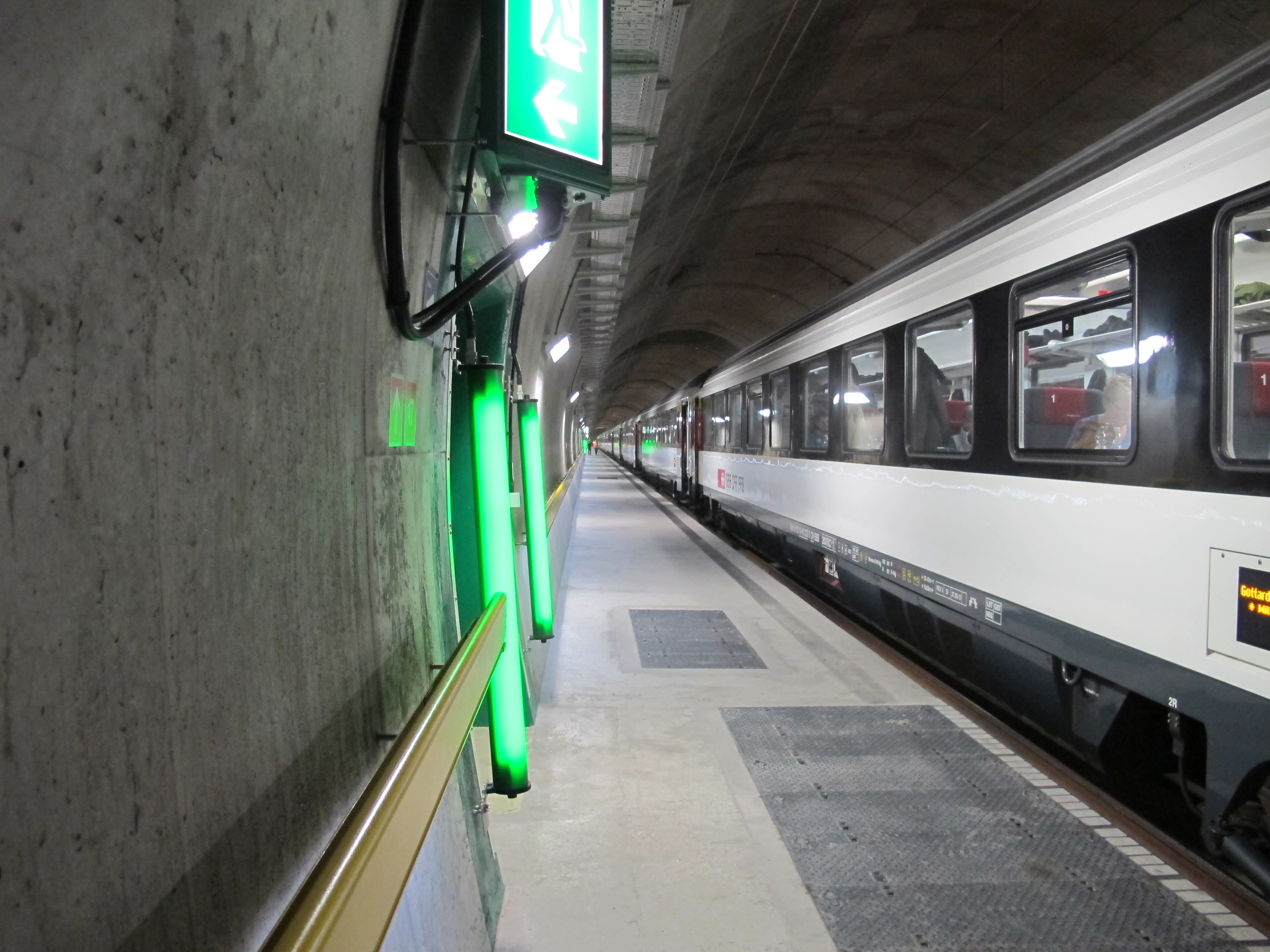
Notausgang im Gotthard-Basistunnel (2016)

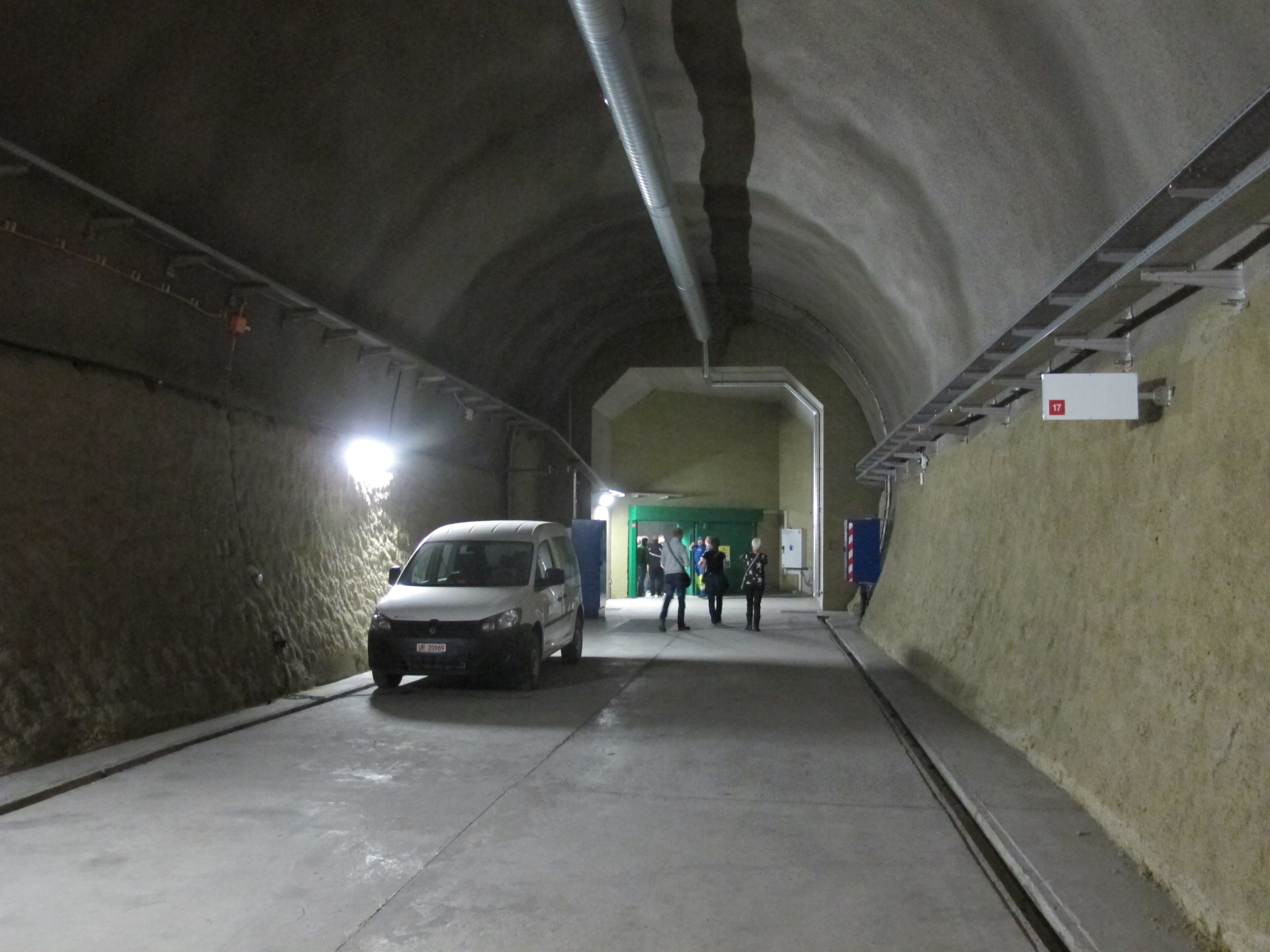
Seitenstollen (2016)

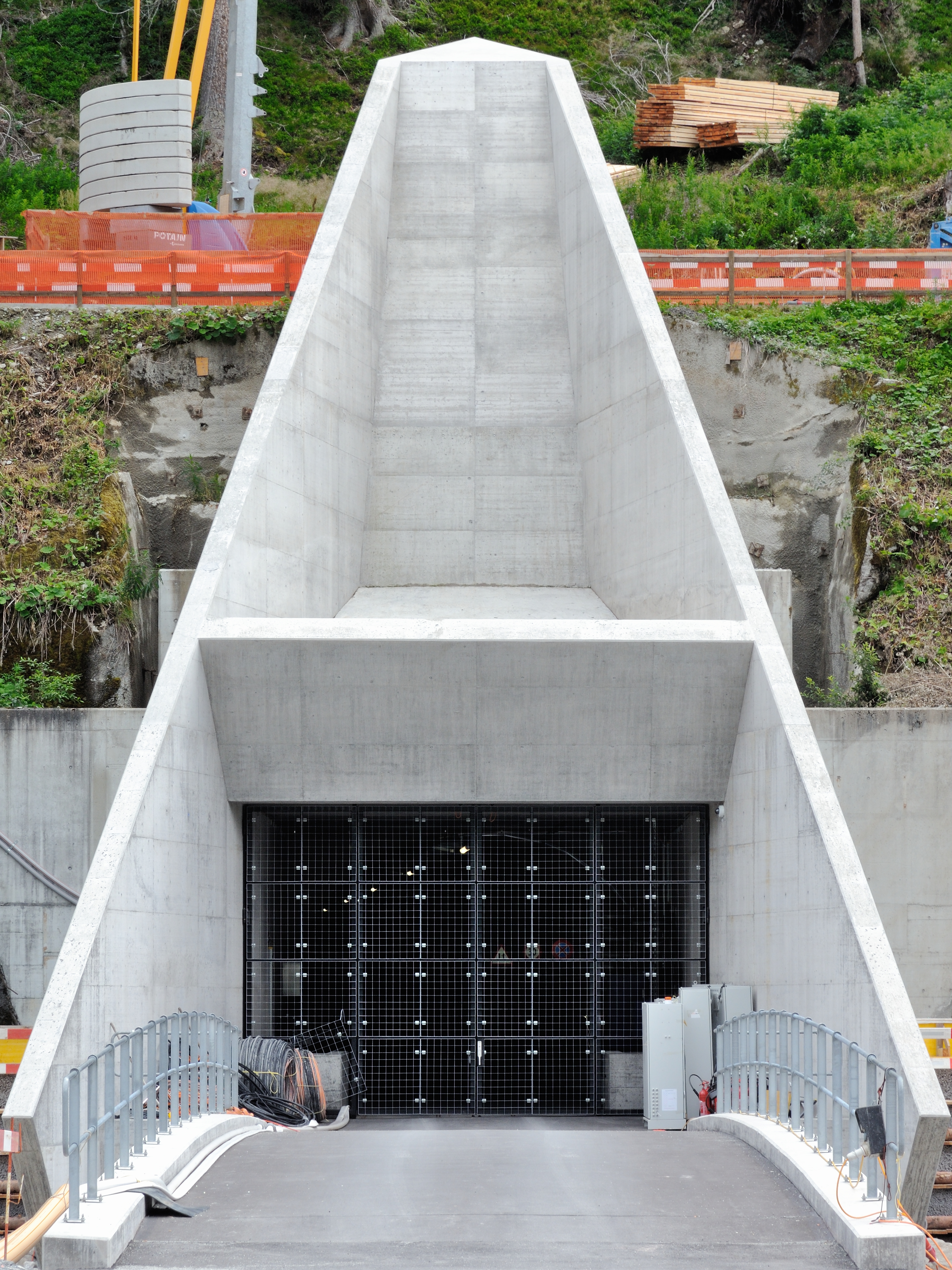
Zugang in Sedrun (2016)

Porta Alpina war der Arbeitstitel eines Projektes einer unterirdischen Bahnstation in der Mitte des schweizerischen Gotthard-Basistunnels mit Anbindung des Ortes Sedrun und der ganzen Surselva ans europäische Hochgeschwindigkeitseisenbahnnetz.
Mit der Porta Alpina wäre in der Mitte des längsten Eisenbahntunnels der Welt die tiefste Bahnstation mit dem höchsten und schnellsten Lift der Welt und damit eine international vermarktbare Attraktion entstanden. Die Eröffnung der Station war zusammen mit der Inbetriebnahme des Gotthard-Basistunnels vorgesehen, später aber insbesondere aus finanziellen Gründen nicht mehr weiterverfolgt.
Das Projekt führte zu Schaffung von Hallen tief im Gotthardmassiv, die seit dem Entscheid, das Projekt nicht mit Inbetriebnahme des Tunnels auszuführen, brach liegen. Über deren touristische Nutzung werden seit 2012 Konzepte untersucht. 2020 wurde ein Vorstoss im kantonalen Parlament zur Wiederaufnahme von Verhandlungen einstimmig angenommen. Damit rückte wieder eine zukünftige Nutzung als Station und nicht nur als touristische Attraktion in den Vordergrund.

## Ausgangslage
In Sedrun befinden sich Zwischenangriffsstollen für den Bau des Basistunnels. Zuerst führt ein knapp ein Kilometer langer Zugangsstollen waagrecht in den Berg. Von dort führen zwei Schächte senkrecht 800 Meter tief auf das Niveau des Eisenbahntunnels hinunter. Bereits im Jahre 2000 wurde von der Nationalrätin Brigitta Gadient vorgeschlagen, einen dieser Stollen und die im Basistunnel vorgesehene Nothalte- und Multifunktionsstelle Sedrun so auszubauen, dass eine permanente Umsteigestation für die Surselva und Graubünden geschaffen werden kann. Eine vom Kanton Graubünden initiierte, im September 2003 veröffentlichte Studie kam zum Schluss, dass die Porta Alpina wirtschaftlich interessant und baulich sowie betrieblich machbar wäre.
Nachdem auch eine Untersuchung unter der Federführung der Fachstelle öffentlicher Verkehr Graubünden in Zusammenarbeit mit dem Bundesamt für Verkehr die Machbarkeit befürwortete, führte die politische Willensbildung auf lokaler, kantonaler und Bundesebene immerhin zum Baubeschluss für eine «Vorinvestition», nämlich den Rohbau der unterirdischen Wartehallen für die Station Porta Alpina Sedrun. Damit schuf man die Möglichkeit, sie wenigstens zu einem späteren Zeitpunkt ausbauen zu können, denn diese Arbeiten in Form von weiteren gewaltigen Felsausbrüchen wären nach Inbetriebnahme des Tunnels nicht mehr zu bewerkstelligen gewesen, sowohl logistisch als auch finanziell. Dieser Rohbau wurde zwischen Oktober 2006 und März 2007 erstellt.

## Umsetzung
Da die Tunnelbauausrüstung in dem Zugangsstollen 2006 abgebaut werden sollte, wurde zunächst der Ausbruch von unterirdischen Wartehallen auf Tunnelniveau beschlossen. Dabei wurden vier der Verbindungsstollen zwischen den Bahnsteigen der Nothaltestelle und einem Seitenstollen erweitert. Der Ausbruch schaffte Raum für vier grosse Wartehallen, die je rund 240 Personen Platz bieten. Sie haben jeweils eine Länge von 38 Meter, eine Breite von rund 10 und eine Höhe von 5,5 Meter; ihr Ausbruch im Rohbau wurde im März 2007 abgeschlossen.

## Finanzierung
Die erwarteten Gesamtkosten wurden mit 50 Millionen Franken beziffert. Ob jedoch die Betriebs- und Unterhaltskosten der Tunnelstation Porta Alpina durch die zu erwartenden Einnahmen gedeckt werden können, blieb unklar.
Damit die Tunnelbauausrüstung nicht abgebaut würde, bevor die Gesamtkosten bewilligt waren, wurde zunächst über ein Vorprojekt der Porta Alpina mit Kosten von 15 Mio. Franken entschieden, das den Ausbruch der unterirdischen Wartehallen umfasste. Beide Kammern des Bundesparlaments stimmten im Herbst 2005 dem Kreditbegehren von 7,5 Mio. zu. Zusammen 9,8 Millionen wurden vom Kanton Graubünden, der Region Surselva und der Standortgemeinde Tujetsch erbracht.
Am 12. Februar 2006 entschied die Bündner Bevölkerung in einer Volksabstimmung über den Kantonsanteil am Gesamtprojekt und bewilligte mit 71,6 % Ja-Stimmen einen Kredit von 20 Millionen Schweizer Franken.
Die Schweizer Bundesregierung verschob im Mai 2007 den Beschluss über die Mitfinanzierung der Hauptinvestition auf das Jahr 2012, was eine früheste Inbetriebnahme drei Jahre nach der Eröffnung des Basistunnels bedeutet hätte. Das Departement für Umwelt, Verkehr, Energie und Kommunikation (UVEK) wurde beauftragt, bis dahin die offenen Fragen abzuklären.
Von Bündner Seite wurden durch diese zeitliche Entkoppelung der Bauten mit Mehrkosten von 40 Mio. gerechnet, zusätzlich zu den veranschlagten Kosten von 35 Mio. Franken. Unter diesen Umständen stoppte die Bündner Seite die Ausgaben für weitere Studien.
Am 16. Mai 2012 gab der Bundesrat bekannt, auf die Porta Alpina «vorläufig zu verzichten». Daran schlossen sich Verhandlungen zwischen Bund, den SBB und dem Kanton Graubünden an, denn Graubünden will eine alternative Nutzung der Hallen und des Zugangslifts ermöglichen. Private Investoren suchen unter dem Projekttitel Galleria Alpina nach Geld und Ideen für die Nutzung. Im Herbst 2013 erfolgte eine Einigung, der zufolge als erstes ein Schaufenster zwischen Wartehalle und Gleis eingebaut werden soll.

## Studien

### Auswirkungen auf den Bahnbetrieb
Die Studien schlagen vor, dass Schnellzüge im Stundentakt an der Haltestelle Porta Alpina anhalten sollen. Dank enormen Zeitersparnissen würde so die abgelegene Region in die Nähe der grossen und wirtschaftlich starken Ballungsräume nördlich und südlich der Alpen rücken und nicht nur die Surselva zum Naherholungsgebiet dieser bedeutenden Wirtschaftszentren machen, sondern für die einheimische Bevölkerung auch attraktive Arbeitsplätze in erreichbare Nähe bringen.
Die Machbarkeitsstudie von 2003 zeigt jedoch auf, dass die Zeitvorteile für Anreisende aus dem Norden auf die obere Surselva beschränkt bleiben. Bereits für die Anreise nach Ilanz ist eine Fahrt über Chur dem Halt an der Porta Alpina vorzuziehen.
Die Studie nennt zudem Probleme bei einer Einbindung der Haltestelle «Porta Alpina» in den Netzfahrplan. Ein Halt sogenannter A-Züge (EuroCity, InterCity) ist wegen der notwendigen Abbremsung und Wiederbeschleunigung und der zeitlich knappen Knoteneinbindung der Züge in Arth-Goldau und Mailand nicht möglich. Ein Halt von B-Zügen ist grundsätzlich möglich. Die Reisezeit zwischen Arth-Goldau und Bellinzona verlängert sich jedoch um rund 6 Minuten (Haltezeit plus Abbrems- und Anfahrverlustzeiten). Dadurch kommt es im Tessin zu Problemen bei den Anschlüssen, welche in Locarno und Bellinzona (mit Anschluss nach Lugano) zu erreichen sind. Zwischen Ankunft und Abfahrt des B-Zuges in Locarno liegen nur zwei Minuten. Dies bedingt eine sogenannte überschlagene Wende, die eine zusätzliche Zugskomposition benötigt. Der Anschluss des B-Zuges von Lugano in Bellinzona ist laut Studie nicht mehr möglich. Damit sind negative Auswirkungen auf eine S-Bahn Tessin im Halbstundentakt zu erwarten und eines der Argumente für den Ceneri-Basistunnel stark geschwächt.

### Untersuchte Fragestellungen
Nach den ersten Machbarkeitsstudien gab es zahlreiche ungeklärte Fragen. Reisende in südlicher Richtung müssten infolge der riesigen Dimensionen der Multifunktionsstelle bis zu 400 m weit gehen, um zu den Liften zu gelangen, jene aus der Nordröhre gar mit einem Elektrobus zu den Liften gefahren werden. Da die Liftkapazität wohl auf 80 Personen begrenzt sein wird, werden in Spitzenzeiten mit mehr als 320 Passagieren Wartezeiten von bis zu einer halben Stunde entstehen. Ein Aufenthalt im Bahntunnel selbst wäre auch nicht möglich, der Bau von abgeschotteten Warteräumen würde notwendig. Eine Liftfahrt mit einem Höhenunterschied von 800 m innerhalb 70 Sekunden (11,4 m/s) hat auch ihre Tücken; so befürchtet man gesundheitliche Probleme bei empfindlichen Personen. Ebenso könnten die Temperaturunterschiede (im Tunnel ohne Kühlung bis 40 Grad, in der Surselva im Winter durchaus −10 Grad und kälter) den Passagieren Probleme verursachen. Oben angelangt ist ein weiterer Umstieg in Zubringerbusse nötig, welche die Reisenden dann entweder zum Bahnhof oder ins Skigebiet fahren würden. Kritiker fragen sich deshalb, ob Bahnfahrende bereit sind, dreimal innerhalb kurzer Zeit umzusteigen und eine Zubringer-Reisezeit von mindestens 20 Minuten von der Haltestelle Porta Alpina bis zum Zentrum von Sedrun auf sich zu nehmen. Daher sind bereits Ideen für eine Schrägbahn vom Ort Sedrun hinab zur Porta Alpina aufgetaucht.
Der Bundesrat hat bei seiner Zustimmung zum Vorprojekt verlangt, dass vor dem Entscheid über die Hauptinvestition zum einen ein Raumkonzept für die Gotthardregion vorgelegt werden müsse, welches die wirtschaftlichen Auswirkungen für Region aufzeigt. Zum anderen sollte mit den Betreibern der Basistunnel-Strecke und der Station Porta Alpina Sedrun (PAS) ein Betriebskonzept erstellt werden, welches die Auswirkungen auf den Betrieb und die Kapazität des Basistunnels aufzeigt.
Die Bündner Regierung ist in ihrem Projektantrag für die Hauptinvestition auf diese Fragen eingegangen. Beispielsweise wurde in einem Gesundheitsgutachten empfohlen, die Liftgeschwindigkeit bei der Herunterfahrt auf 7 m/s zu begrenzen. Doch viele Einsprachen, insbesondere seitens der Tunnelbauherrin AlpTransit Gotthard AG, der SBB und von Umweltverbänden, führten zu dem Bundesratsbeschluss vom Mai 2007, der die Entscheidung aufschiebt mit dem Auftrag an das UVEK, die weiter offenen Fragen vor einem Entscheid noch zu beantworten.
Darauf wurde von Seiten des Kantons Graubünden einerseits veranlasst, dass zusammen mit den SBB bis Ende August 2007 ein reduziertes Angebots- und Betriebskonzept überprüft werden soll, welches statt eines Stundentakts nur noch ein tägliches Minimalangebot von sechs bis acht Zugpaaren vorsieht. Andererseits wurde vom Bundesrat verlangt, dass er kundtue, wie die Regierung zu dem Projekt eingestellt sei. Wenn nämlich das Hauptprojekt nicht zeitgleich mit dem Basistunnel abgeschlossen würde, sei zusätzlich zu den veranschlagten Kosten von 35 Mio. Franken mit Mehrkosten von 40 Mio. zu rechnen. Unter solchen Umständen würde von Bündner Seite die nächsten 2,5 Mio. an Kosten für weitere Studien nicht aufgewendet, erklärte der Bündner Regierungsrat Stefan Engler.

## Trivia
Porta Alpina wurde 2005 zum rätoromanischen Wort des Jahres gekürt.
In der Hamburger Modelleisenbahn-Ausstellung Miniatur Wunderland wurde ein Modell der Porta Alpina erstellt, wie sie ausgesehen hätte, wenn sie gebaut worden wäre.

## Fussnoten
1. ↑  Die Bündner wollen endlich ihren Bahnhof im Gotthard. In: Tages-Anzeiger, 13. Juli 2020
2. 1 2 3  Medienmitteilung der Bundesverwaltung vom 16. Mai 2007: Weitere Abklärungen für die Porta Alpina
3. ↑  Schliesst sich die Porta Alpina bereits diesen Herbst? In: NZZ Online, 6. Juli 2007
4. ↑  news.admin.ch
5. 1 2  Porta Alpina Wartehallen können genutzt werden. SRF Schweizer Radio und Fernsehen, 27. September 2013, abgerufen am 1. November 2014.
6. ↑  Doch noch eine Porta Alpina? In: Tages-Anzeiger, Zürich. 9. Februar 2012, abgerufen am 1. November 2014.
7. ↑  Machbarkeitsstudie Porta Alpina Sedrun (PAS) (PDF; 1,8 MB), S. 53 (Orig. S. 37)
8. ↑  Einsprachen gegen Porta Alpina. In: Anzeiger. 24. April 2008, ehemals im Original (nicht mehr online verfügbar); abgerufen am 7. September 2007. (Seite nicht mehr abrufbar. Suche in Webarchiven)
9. ↑  NZZ Online vom 6. Juli 2007: Schliesst sich die Porta Alpina bereits diesen Herbst?

Koordinaten: 46° 40′ 34″ N, 8° 46′ 29″ O; CH1903: 702227 / 170302